# Обожани
Обожани (пол. Oborzany) — село в Польщі, у гміні Дембно Мисліборського повіту Західнопоморського воєводства.
Населення — 526 осіб (2011).

## Демографія
Демографічна структура станом на 31 березня 2011 року:
|          | Загалом | Допрацездатний вік | Працездатний вік | Постпрацездатний вік |
| -------- | ------- | ------------------ | ---------------- | -------------------- |
| Чоловіки | 266     | 69                 | 185              | 12                   |
| Жінки    | 260     | 55                 | 158              | 47                   |
| Разом    | 526     | 124                | 343              | 59                   |